# Испольщина
Испо́льщина — разновидность издольщины, при которой арендная плата составляла половину урожая.
Для испольщины (в отличие от издольщины) характерны некоторые элементы капиталистической аренды: крестьянин-арендатор кроме своего труда вкладывает в хозяйство и часть своих средств, а землевладелец кроме земли — другую часть средств в виде семян, инвентаря или рабочего скота. Испольщина — форма крестьянской полуфеодальной аренды земли, переходная форма организации сельского хозяйства от феодализма к капитализму.